# The Solo Collection
The Solo Collection là một bộ hộp đĩa chi tiết sự nghiệp hát đơn của Freddie Mercury, nó bao gồm những bản thu âm của Mercury trước khi gia nhập vào Queen, cho đến những bản phối lại (remix) vào năm 1993 của No More Brothers. Bộ đĩa cũng bao gồm những đĩa đơn và hai album phòng thu của Mercury, một đĩa nhạc không lời, nhiều bài hiếm, và một bộ sưu tập các buổi phỏng vấn được thực hiện bởi David Wigg. Nó còn có cả hai đĩa DVD: một bộ sưu tập các video ca nhạc, và một phim tài liệu về cuộc đời của Mercury.

## Danh sách bài hát

### The Solo Collection(gồm 12 đĩa)

#### Đĩa một:Mr. Bad Guy(1985)
1. Let's Turn It On (Mercury) – 3:42
2. Made in Heaven (Mercury) – 4:05
3. I Was Born to Love You (Mercury) – 3:38
4. Foolin' Around (Mercury) – 3:29
5. Your Kind Of Lover (Mercury) – 3:32
6. Mr. Bad Guy (Mercury) – 4:09
7. Man Made Paradise (Mercury) – 4:08
8. There Must Be More To Life Than This (Mercury) – 3:00
9. Living on My Own (Mercury) – 3:23
10. My Love Is Dangerous (Mercury) – 3:42
11. Love Me Like There's No Tomorrow (Mercury) – 3:46

#### Đĩa hai:Barcelona(1988)
1. Barcelona (Mercury) – 5:39
2. La Japonaise (Mercury) – 4:48
3. The Fallen Priest (Mercury/Moran/Rice) – 5:45
4. Ensueño (Mercury/Moran/Caballé) – 4:21
5. The Golden Boy (Mercury/Moran/Rice) – 6:03
6. Guide Me Home (Mercury/Moran) – 2:49
7. How Can I Go On (Mercury) – 3:50
8. Overture Piccante (Mercury/Moran) – 6:39

#### Đĩa ba:The Great Pretender(1992)
1. The Great Pretender (Brian Malouf Mix) (Ram) – 3:39
2. Foolin' Around (Steve Brown Mix) (Mercury) – 3:35
3. Time (Nile Rodgers Mix) (Clark/John Christie[cần định hướng]) – 3:49
4. Your Kind Of Lover (Steve Brown Mix) (Mercury) – 3:59
5. Exercises In Free Love (Mercury/Moran) – 3:56
6. In My Defence (Ron Nevison Mix) (Clark/Soames/Daniels) – 3:51
7. Mr. Bad Guy (Brian Malouf Mix) (Mercury) – 4:00
8. Let's Turn It On (Jeff Lord-Alge Mix) (Mercury) – 3:45
9. Living on My Own (Mix) (Mercury) – 3:38
10. My Love Is Dangerous (Jeff Lord-Alge Mix) (Mercury) – 3:40
11. Love Kills (Richard Wolf Mix) (Mercury/Moroder) – 3:28

#### Đĩa bốn:The Singles 1973–1985
1. I Can Hear Music (Larry Lurex, 1973 Single) (Greenwich/Spector/Barry) – 3:29
2. Goin' Back (Larry Lurex, 1973 B-side) (Goffin/King) – 3:34
3. Love Kills (Original 1984 Single Version) (Mercury/Moroder) – 4:31
4. Love Kills (Original 1984 Extended Version) (Mercury/Moroder) – 5:22
5. I Was Born to Love You (Original 1985 Extended Version) (Mercury) – 7:05
6. Stop All The Fighting (1985 Non-album B-side) (Mercury) – 3:19
7. Stop All The Fighting (1985 Non-album B-side Extended Version) (Mercury) – 6:37
8. Made in Heaven (Original 1985 Extended Version) (Mercury) – 4:50
9. She Blows Hot & Cold (1985 Non-album B-side) (Mercury) – 3:26
10. She Blows Hot & Cold (1985 Non-album B-side Extended Version) (Mercury) – 5:50
11. Living On My Own (1985 Extended Version) (Mercury) - 6:40
12. My Love Is Dangerous (Original 1985 Extended Version) (Mercury) – 6:29
13. Love Me Like There's No Tomorrow (Original 1985 Extended Version) (Mercury) – 5:32
14. Let's Turn It On (Original 1985 Extended Version) (Mercury) – 5:08

#### Đĩa năm:The Singles 1986–1993
1. Time (phiên bản đĩa đơn/album nguyên gốc năm 1986) (Clark/Christie) – 3:58
2. Time (phiên bản mở rộng nguyên gốc năm 1986) (Clark/Christie) – 4:37
3. Time (phiên bản nhạc không lời nguyên gốc năm 1986) (Clark/Christie) – 3:22
4. In My Defence (phiên bản album năm 1986) (Clark/Soames/Daniels) – 3:57
5. The Great Pretender (phiên bản đĩa đơn nguyên gốc năm 1987) (Ram) – 3:29
6. The Great Pretender (phiên bản mở rộng nguyên gốc năn 1987) (Ram) – 5:54
7. Exercises In Free Love (1987 Non-album B-side) (Mercury/Moran) – 3:59
8. Barcelona (phiên bản đĩa đơn nguyên gốc năm 1987) (Mercury/Moran) – 4:27
9. Barcelona (phiên bản mở rộng nguyên gốc năn 1987) (Mercury/Moran) – 7:07
10. How Can I Go On (phiên bản đĩa đơn năm 1989) (Mercury/Moran) – 4:02
11. Living on My Own (1993 No More Brothers Extended Mix) (Mercury) – 5:16
12. Living on My Own (1993 Radio Mix) (Mercury) – 3:38
13. Living on My Own (1993 Club Mix) (Mercury) – 4:27
14. Living on My Own (1993 Underground Solutions Mix) (Mercury) – 5:45

#### Đĩa sáu:The Instrumentals
1. Barcelona (Instrumental) (Mercury/Moran) – 4:26
2. La Japonaise (Instrumental) (Mercury/Moran) – 4:46
3. The Fallen Priest (Instrumental) (Mercury/Moran/Rice) – 5:50
4. Ensueño (Instrumental) (Mercury/Moran/Caballé) – 4:00
5. The Golden Boy (Instrumental) (Mercury/Moran/Rice) – 6:05
6. Guide Me Home (Instrumental) (Mercury/Moran) – 2:38
7. How Can I Go On (Instrumental) (Mercury/Moran) – 3:58
8. Love Me Like There's No Tomorrow (Instrumental) (Mercury) – 4:03
9. Made in Heaven (Instrumental) (Mercury) – 4:17
10. Mr. Bad Guy (Instrumental) (Mercury) – 4:14
11. There Must Be More To Life Than This (Instrumental) (Mercury) – 3:08
12. In My Defence (Instrumental) (Clark/Soames/Daniels) – 3:56
13. The Great Pretender (Instrumental) (Ram) – 3:26

#### Đĩa bảy:Rarities 1
1. Let's Turn It On (A Capella) (Mercury) – 3:04
2. Made in Heaven (Alternative Version) (Mercury) – 4:27
3. I Was Born to Love You (Vocal & Piano Version) (Mercury) – 2:58
4. Foolin' Around (Early Version) (Mercury) – 4:14
5. Foolin' Around (Original 1985 Unreleased 12"Mix) (Mercury) – 5:37
6. Foolin' Around (Instrumental) (Mercury) – 3:40
7. Your Kind Of Lover (Early Version) (Mercury) – 4:47
8. Your Kind Of Lover (Vocal & Piano Version) (Mercury) – 3:38
9. Mr. Bad Guy (Orchestra Out-takes) (Mercury) – 0:35
10. Mr. Bad Guy (Early Version) (Mercury) – 3:29
11. There Must Be More To Life Than This (Piano Out-takes) (Mercury) – 2:48
12. Living on My Own (Hybrid Edit: Early/Later Versions) (Mercury) – 4:29
13. Love Is Dangerous (Early Version) (Mercury) – 2:12
14. Love Me Like There's No Tomorrow (Early Version) (Mercury) – 2:18
15. Love Me Like There's No Tomorrow (2nd Early Version: Extract) (Mercury) – 1:03
16. Love Me Like There's No Tomorrow (3rd Early Version) (Mercury) – 3:26
17. Love Me Like There's No Tomorrow (Live Take) (Mercury) – 4:22
18. She Blows Hot & Cold (Alternative Version featuring Brian May) (Mercury) – 4:36
19. Gazelle (Demo) (Mercury) – 1:20
20. Money Can't Buy Happiness (Demo) (Mercury) – 2:37
21. Love Makin' Love (Demo) (Mercury) – 3:35
22. God Is Heavy (Demo) (Mercury) – 1:22
23. New York (Demo) (Mercury) – 2:12

#### Đĩa tám:Rarities 2
1. The Duet (The Fallen Priest) (Extract from Garden Lodge tape) (Mercury/Moran/Rice) – 3:04
2. Idea (Barcelona) (Extract from Garden Lodge tape) (Mercury/Moran) – 1:12
3. Idea (Barcelona) (2nd Extract from Garden Lodge tape) (Mercury/Moran) – 1:04
4. Barcelona (Early Version: Freddie's Demo Vocal) (Mercury/Moran) – 4:21
5. Barcelona (Freddie's Vocal Slave) (Mercury/Moran) – 4:31
6. Barcelona (Later Version: Freddie's Vocal only) (Mercury/Moran) – 4:26
7. La Japonaise (Early Version: Freddie's Vocal only) (Mercury/Moran) – 4:41
8. La Japonaise (A Capella) (Mercury/Moran) – 4:17
9. Rachmaninov's Revenge (The Fallen Priest) (Early Version) (Mercury/Moran/Rice) – 4:46
10. Rachmaninov's Revenge (The Fallen Priest) (Later Version: Freddie's Demo Vocal) – 5:51
11. Ensueño (Montserrat's Live Takes) (Mercury/Moran/Caballé) – 5:36
12. The Golden Boy (Early Version: Freddie's Demo Vocal) (Mercury/Moran/Rice) – 3:54
13. The Golden Boy (2nd Early Version: Extract) (Mercury/Moran/Rice) – 2:56
14. The Golden Boy (A Capella featuring Gospel Choir) (Mercury/Moran/Rice) – 5:12
15. Guide Me Home / How Can I Go On (Alternative Versions) (Mercury/Moran) – 6:54
16. How Can I Go On (Out-take: Extract) (Mercury/Moran) – 1:31
17. How Can I Go On (Alternative Piano Version) (Mercury/Moran) – 3:45
18. "When this old tired body wants to sing"(Late Night Jam) (Mercury/Moran) – 2:42

#### Đĩa chín:Rarities 3
1. Rain (Ibex, Live 1969) (Lennon–McCartney) – 3:51
2. Green (Wreckage, Rehearsal 1969) (Mercury) – 3:15
3. The Man From Manhattan (Eddie Howell 1976) (Howell) – 3:22
4. Love Is The Hero (Billy Squier: 12"Version 1986) (Squier) – 5:22
5. Lady With A Tenor Sax (Billy Squier: Work In Progress 1986) (Squier/Mercury) – 4:02
6. Hold On (Freddie Mercury and Jo Dare 1986) (Mercury/Mack) – 3:38
7. Heaven for Everyone (The Cross Version: Freddie Vocal 1988) (Taylor) – 4:48
8. Love Kills (Rock Mix) (Mercury/Moroder) – 4:27
9. Love Kills (Instrumental) (Mercury/Moroder/Keenan) – 4:26
10. The Great Pretender (Original Demo) (Ram) – 3:04
11. Holding On (Demo) (Mercury) – 4:12
12. It's So You (Demo) (Mercury) – 2:40
13. I Can't Dance / Keep Smilin' (Demo) (Mercury) – 3:43
14. Horns Of Doom (Demo) (Richards) – 4:16
15. Yellow Breezes (Demo) (Mercury/Moran) – 5:25
16. Have A Nice Day (Fan Club Message) (Mercury/Moran) – 0:45

#### Đĩa mười:The David Wigg Interviews
1. 1979, London (The Crazy tour) – 8:11
2. 1984, Munich (The Works tour) – 11:27
3. 1984, Munich (Pt. 2 Going solo) – 7:37
4. 1985, Wembley, London (Week of Live Aid) – 6:45
5. 1986, London (The Magic tour) – 10:35
6. 1987, Ibiza (Freddie's 41st birthday) – 9:56
7. 1987, Ibiza (41st birthday. Pt. 2 Montserrat Caballé) – 8:21
8. 1987, Ibiza (41st birthday. Pt. 3 The Great Pretender) – 10:26

#### Đĩa mười một:The Video Collection(DVD)
- Barcelona (Live Version) (Mercury/Moran)
- The Great Pretender (Single Version) (Ram)
- I Was Born to Love You (Mercury)
- Time (Clark/Christie)
- How Can I Go On (Mercury/Moran)
- Made in Heaven (Mercury)
- Living on My Own (Mercury)
- The Golden Boy (Mercury/Moran/Rice)
- The Great Pretender (Extended Version) (Ram)
- Barcelona (Mercury/Moran)
- In My Defence (Re-edit 2000) (Clark/Soames/Daniels)
- Guide Me Home (Mercury/Moran)

#### Đĩa mười hai:The Untold Story(DVD)
- Spice Island Dawn
- Strange Discipline
- Culture Shock
- The Draftsman Of Ealing
- Musical Awakenings
- Love of My Life
- Bacchus And Aphrodite
- Butterflies And Peacocks
- A Day At The Opera
- My Kind Of Towns
- Last Days

### Solo
Một bộ hộp đĩa cũng được phát hành gồm ba đĩa có tựa đề Solo. Phiên bản này có hai album phòng thu thời kỳ đầu của Mercury, và một đĩa thứ ba gồm các bài hát được chọn từ bộ 12 đĩa.

#### Nội dung hộp đĩa
- Mr. Bad Guy
- Barcelona

#### Đĩa ba:Bonus CD
1. I Can Hear Music (Larry Lurex, 1973 Single) – 3:29
2. Love Kills (Original 1984 Single Version) – 4:31
3. The Great Pretender (Original 1987 Single Version) – 3:29
4. Living on My Own (1993 Radio Mix) – 3:38
5. In My Defence (2000 Remix) – 3:55
6. Time (2000 Remix) – 4:02
7. Love Kills (Rock Mix) – 4:27